# Arwen
Pour les articles homonymes, voir Arwen (homonymie).
Arwen est un personnage du Seigneur des anneaux de J. R. R. Tolkien. Fille d'Elrond le Semi-elfe, elle choisit d'abandonner l'immortalité des Elfes pour épouser son bien-aimé, le mortel Aragorn, devenant ainsi reine des Elfes et des Hommes en Terre du Milieu.
Arwen n'apparaît que brièvement dans le roman, essentiellement par des allusions faites par Aragorn. L'histoire de leur rencontre et de leur union est relatée dans les appendices du livre, dans la section « Fragment de l'histoire d'Aragorn et Arwen ».

## Caractéristiques
Arwen est brune aux yeux gris. Elle ressemble beaucoup à son aïeule Lúthien, qui a elle aussi choisi d'abandonner son immortalité pour épouser Beren, un mortel.

« Les tresses de sa sombre chevelure n’étaient touchées d’aucun givre ; ses bras d’albâtre et son visage clair étaient lisses, sans aucun défaut, et la lumière des étoiles se voyait dans ses yeux brillants, gris comme une nuit sans nuages... »

— J. R. R. Tolkien, Le Seigneur des anneaux, Livre II, chapitre 1.
Le nom Arwen signifie « jeune fille noble » en sindarin. Elle est surnommée Undómiel, « étoile du soir » en quenya du Troisième Âge. Elle est le troisième et dernier enfant et la seule fille d'Elrond le Semi-elfe et de Celebrían, fille de Galadriel. De par son ascendance mixte, elfique et humaine, un choix s'imposera à elle comme à ses frères aînés, les jumeaux Elladan et Elrohir : ou bien, comme l'a choisi leur père, suivre le sort des Elfes, et quitter tôt ou tard la Terre du Milieu, ou bien y rester et connaître la mort réservée aux Hommes.
Arwen rencontre Aragorn pour la première fois à Fondcombe en 2951 : elle rentre d'un séjour au pays de sa grand-mère, en Lothlórien, tandis qu'Aragorn, qui a tout juste vingt ans, vient d'apprendre d'Elrond sa véritable ascendance. Saisi par sa beauté et sa ressemblance avec Lúthien, il tombe aussitôt amoureux d'elle, malgré les avertissements de sa mère Gilraen et d'Elrond, qui lui rappellent qu'elle est bien au-dessus de sa propre condition. Il quitte Fondcombe peu après et passe les décennies suivantes à lutter contre les serviteurs de Sauron dans les terres sauvages.
Arwen et Aragorn se rencontrent à nouveau en 2980 en Lothlórien. Les voyages d'Aragorn lui ont conféré une grande maturité, et en le revoyant, Arwen fait son choix : elle suivra la destinée des Hommes. Les deux amoureux se promettent l'un à l'autre sur la colline de Cerin Amroth. L'apprenant, Elrond annonce à Aragorn qu'il ne lui donnera la main de sa fille que lorsqu'il aura reconquis la couronne des royaumes d'Arnor et de Gondor.
Alors que s'approche la guerre de l'Anneau, Arwen rentre à Fondcombe en 3009 : son père craint pour sa sécurité dans une région où les forces de Sauron sont puissantes. Elle entame la confection d'un étendard royal pour son bien-aimé, qui le brandira sur les champs de bataille du Pelennor et du Morannon. Après la chute de Sauron, Aragorn est couronné roi du royaume réunifié d'Arnor et de Gondor. Il épouse Arwen au solstice d'été de l'an 3019.
Elle est la première à percevoir la souffrance ressentie par Frodon à la suite de ses épreuves, et elle lui offre comme moyen de réconfort « une gemme blanche semblable à une étoile, qui reposait sur son sein au bout d'une chaîne d'argent ». Par la suite, elle intercède auprès de Gandalf pour que le hobbit puisse effectuer la traversée à laquelle elle-même a renoncé et trouver la guérison dans les Terres immortelles. Ainsi, Frodon quitte la Terre du Milieu en septembre 3021 en même temps qu'Elrond, qui doit ainsi se séparer à jamais de sa fille.
Aragorn et Arwen règnent ensemble pendant cent vingt ans. Ils ont un fils, Eldarion, et plusieurs filles. Son mari meurt en l'an 120 du Quatrième Âge, et elle éprouve ainsi « l'amertume de la condition mortelle qu'elle avait assumée ». Après la mort d'Aragorn, elle quitte Minas Tirith et se rend en Lothlórien, devenue grise et désolée ; « la lumière de ses yeux était éteinte, et il parut à son peuple qu'elle était devenue froide et grise comme la nuit qui vient en hiver sans une étoile ». Elle meurt sur la colline de Cerin Amroth, à la fin de l'hiver.

## Création et évolution
Le personnage d'Arwen n'apparaît que tardivement durant la rédaction du Seigneur des anneaux, ce qui s'explique lorsqu'on se souvient que le personnage d'Aragorn a longtemps été considéré par Tolkien comme un hobbit, dont le mariage avec une elfe serait clairement peu plausible. Même lorsque le hobbit Trotter devient un Homme, Tolkien envisage d'abord que son mariage à la fin du roman se fasse avec Éowyn.
La fille d'Elrond apparaît pour la première fois dans les brouillons du chapitre « La Bataille des champs du Pelennor », où une note marginale indique que la bannière d'Aragorn a été confectionnée « par Finduilas, fille d'Elrond ». Cette Finduilas, dont le nom reprend celui d'un personnage du Silmarillion, est encore mentionnée dans des notes associées aux chapitres « Les Maisons de guérison » et « La Dernière Délibération », sans davantage de précisions, hormis son mariage prévu avec Aragorn.
Finduilas devient Arwen dans la copie au propre du chapitre « Nombreuses séparations », après de nombreuses hésitations de Tolkien, qui envisage et rejette tour à tour les noms Ellonel, Amareth et Emrahil. Le nom de Finduilas n'est pas perdu, étant finalement attribué à la mère de Boromir et Faramir.

## Critique et analyse
En dépit de l'importance de son choix, Arwen n'apparaît qu'à deux reprises dans Le Seigneur des anneaux : une première fois lors du dîner à Fondcombe , la veille du conseil d'Elrond, et une seconde fois à Minas Tirith, à l'occasion de son mariage avec Aragorn, événement qui ne fait l'objet d'aucune description. Leur histoire d'amour est relatée « sous le mode allusif, comme une chose connue ».
Helen Armstrong remarque qu'Arwen n'est pas sans rappeler le personnage de Rose-Rouge du conte Blanche-Neige et Rose-Rouge, des frères Grimm, ou encore Naoise, des légendes irlandaises du Cycle d'Ulster, pour sa peau pâle et ses cheveux sombres. Elle peut aussi rappeler Edith Tolkien, épouse de l'auteur.

## Adaptations

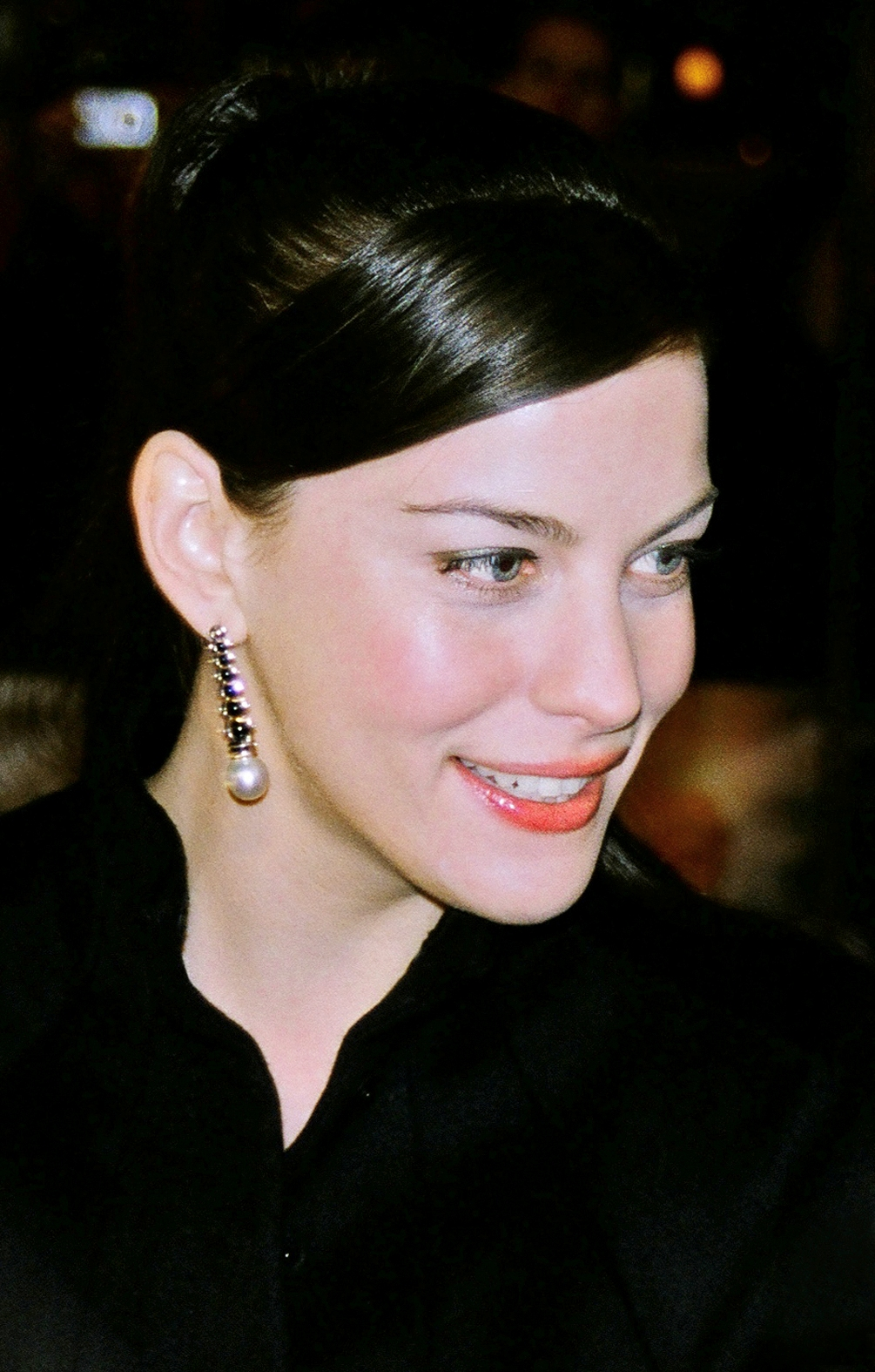
L'actrice américaine Liv Tyler interprète Arwen dans les films de Peter Jackson.

### Radio
- Arwen n'apparaît pas dans les adaptations radiophoniques de 1955 et 1979.
- Elle est interprétée par Sonia Fraser dans l'adaptation radiophonique de Brian Sibley et Michael Bakewell pour la BBC (1981).

### Films
- Arwen est absente du film d'animation de Ralph Bakshi (1978), ainsi que du téléfilm d'animation Rankin/Bass The Return of the King (1980).
- Elle est interprétée par Liv Tyler dans les films de Peter Jackson (2001-2003). Son rôle est beaucoup plus important que dans le livre : c'est elle et non Glorfindel, absent de l'adaptation, qui vient sauver Frodon après l'attaque sur le Mont Venteux. De plus, sa romance avec Aragorn est très présente dans la trilogie.